# Statistiche e record di Marin Čilić
| Finali in carriera                                                |                   |       |       |     |      |
| Specialità                                                        | Categoria         | Vinte | Perse | Tot | V %  |
| Singolare                                                         | Grande Slam       | 1     | 2     | 3   | 33%  |
| Singolare                                                         | Olimpiadi estive  | –     | –     | –   | –    |
| Singolare                                                         | Tour Finals       | –     | –     | –   | –    |
| Singolare                                                         | ATP Masters 10001 | 1     | 0     | 1   | 100% |
| Singolare                                                         | ATP Tour 500      | 2     | 4     | 6   | 33%  |
| Singolare                                                         | ATP Tour 250      | 17    | 10    | 27  | 63%  |
| Singolare                                                         | Totale            | 21    | 16    | 37  | 57%  |
| Doppio                                                            | Grande Slam       | –     | –     | –   | –    |
| Doppio                                                            | Olimpiadi estive  | 0     | 1     | 1   | 0%   |
| Doppio                                                            | Tour Finals       | –     | –     | –   | –    |
| Doppio                                                            | ATP Masters 10001 | –     | –     | –   | –    |
| Doppio                                                            | ATP Tour 500      | –     | –     | –   | –    |
| Doppio                                                            | ATP Tour 250      | 0     | 1     | 1   | 0%   |
| Doppio                                                            | Coppa Davis       | 1     | 2     | 3   | 33%  |
| Doppio                                                            | Hopman Cup        | –     | –     | –   | –    |
| Doppio                                                            | ATP Cup           | –     | –     | –   | –    |
| Doppio                                                            | Laver Cup         | 1     | 0     | 1   | 100% |
| Doppio                                                            | Totale            | 2     | 4     | 6   | 33%  |
| Totale                                                            | Totale            | 23    | 20    | 43  | 53%  |
| 1 Conosciuti in precedenza come "ATP Masters Series" (2004–2008). |                   |       |       |     |      |

In questa pagina sono riportate le statistiche e i record realizzati da Marin Čilić durante la carriera tennistica.

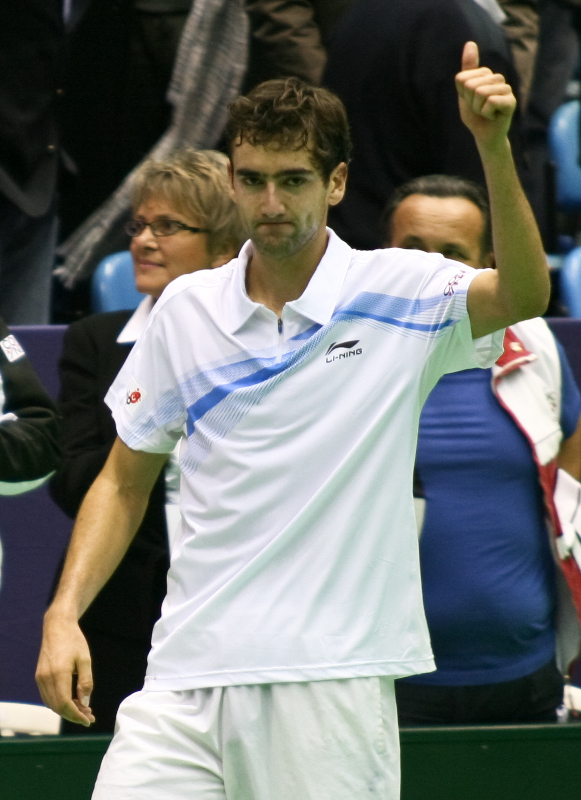
Cilic si allena per le Olimpiadi di Londra

## Statistiche

### Singolare

#### Vittorie (21)
| Legenda                                          |
| Grande Slam (1)                                  |
| ATP Finals (0)                                   |
| ATP Masters Series / ATP Masters 1000 (1)        |
| ATP International Series Gold / ATP Tour 500 (2) |
| ATP International Series / ATP Tour 250 (17)     |

| Legenda superfici |
| Cemento (16)      |
| Terra (2)         |
| Erba (3)          |

| N.  | Data              | Torneo                                   | Superficie  | Avversario in finale  | Punteggio           |
| 1.  | 23 agosto 2008    | Winston-Salem Open, New Haven            | Cemento     | Mardy Fish            | 6–4, 4–6, 6–2       |
| 2.  | 11 gennaio 2009   | Chennai Open, Chennai                    | Cemento     | Somdev Devvarman      | 6–4, 7–6(3)         |
| 3.  | 8 febbraio 2009   | Zagreb Indoors, Zagabria                 | Cemento (i) | Mario Ančić           | 6–3, 6–4            |
| 4.  | 10 gennaio 2010   | Chennai Open, Chennai (2)                | Cemento     | Stan Wawrinka         | 7–6(2), 7–6(3)      |
| 5.  | 7 febbraio 2010   | Zagreb Indoors, Zagabria (2)             | Cemento (i) | Michael Berrer        | 6–4, 6(5)–7, 6–3    |
| 6.  | 30 ottobre 2011   | St. Petersburg Open, San Pietroburgo     | Cemento (i) | Janko Tipsarević      | 6–3, 3–6, 6–2       |
| 7.  | 17 giugno 2012    | Queen's Club Championships, Londra       | Erba        | David Nalbandian      | 6(3)–7, 4–3 dq      |
| 8.  | 15 luglio 2012    | Croatia Open Umag, Umago                 | Terra rossa | Marcel Granollers     | 6–4, 6–2            |
| 9.  | 10 febbraio 2013  | Zagreb Indoors, Zagabria (3)             | Cemento (i) | Jürgen Melzer         | 6–3, 6–1            |
| 10. | 9 febbraio 2014   | Zagreb Indoors, Zagabria (4)             | Cemento (i) | Tommy Haas            | 6–3, 6–4            |
| 11. | 23 febbraio 2014  | Delray Beach Championships, Delray Beach | Cemento     | Kevin Anderson        | 7–6(6), 6(7)–7, 6–4 |
| 12. | 8 settembre 2014  | US Open, New York                        | Cemento     | Kei Nishikori         | 6–3, 6–3, 6–3       |
| 13. | 19 ottobre 2014   | Kremlin Cup, Mosca                       | Cemento (i) | Roberto Bautista Agut | 6–4, 6–4            |
| 14. | 25 ottobre 2015   | Kremlin Cup, Mosca (2)                   | Cemento (i) | Roberto Bautista Agut | 6–4, 6–4            |
| 15. | 21 agosto 2016    | Cincinnati Open, Cincinnati              | Cemento     | Andy Murray           | 6–4, 7–5            |
| 16. | 30 ottobre 2016   | Swiss Indoors, Basilea                   | Cemento (i) | Kei Nishikori         | 6–1, 7–6(5)         |
| 17. | 7 maggio 2017     | Istanbul Open, Istanbul                  | Terra rossa | Milos Raonic          | 7–6(3), 6–3         |
| 18. | 24 giugno 2018    | Queen's Club Championships, Londra (2)   | Erba        | Novak Đoković         | 5–7, 7–6(4), 6–3    |
| 19. | 13 giugno 2021    | Stuttgart Open, Stoccarda                | Erba        | Félix Auger-Aliassime | 7–6(2), 6–3         |
| 20. | 31 ottobre 2021   | St. Petersburg Open, San Pietroburgo (2) | Cemento (i) | Taylor Fritz          | 7–6(3), 4–6, 6–4    |
| 21. | 24 settembre 2024 | Hangzhou Open, Hangzhou                  | Cemento     | Zhang Zhizhen         | 7–6(5), 7–6(5)      |

#### Finali perse (16)
| Legenda                                      |
| Grande Slam (2)                              |
| Tennis Masters Cup / ATP Finals (0)          |
| Masters Series / ATP World Master 1000 (0)   |
| International Series Gold / ATP Tour 500 (4) |
| International Series / ATP Tour 250 (10)     |

| Legenda superfici |
| Cemento (9)       |
| Terra (4)         |
| Erba (3)          |

| N.  | Data             | Torneo                                           | Superficie  | Avversario in finale  | Punteggio                  |
| 1.  | 11 ottobre 2009  | China Open, Pechino                              | Cemento     | Novak Đoković         | 2–6, 6(4)–7                |
| 2.  | 1º novembre 2009 | Vienna Open, Vienna                              | Cemento (i) | Jürgen Melzer         | 4–6, 3–6                   |
| 3.  | 9 maggio 2010    | Internazionali di Baviera, Monaco di Baviera     | Terra rossa | Michail Južnyj        | 3–6, 6–4, 4–6              |
| 4.  | 20 febbraio 2011 | Open 13 Provence, Marsiglia                      | Cemento (i) | Robin Söderling       | 7–6(8), 3–6, 3–6           |
| 5.  | 31 luglio 2011   | Croatia Open Umag, Umago                         | Terra rossa | Aleksandr Dolhopolov  | 4–6, 6–3, 3–6              |
| 6.  | 9 ottobre 2011   | China Open, Pechino (2)                          | Cemento     | Tomáš Berdych         | 6–3, 4–6, 1–6              |
| 7.  | 6 maggio 2012    | Internazionali di Baviera, Monaco di Baviera (2) | Terra rossa | Philipp Kohlschreiber | 6(8)–7, 3–6                |
| 8.  | 16 giugno 2013   | Queen's Club Championships, Londra               | Erba        | Andy Murray           | 7–5, 5–7, 3–6              |
| 9.  | 16 febbraio 2014 | Rotterdam Open, Rotterdam                        | Cemento (i) | Tomáš Berdych         | 4–6, 2–6                   |
| 10. | 21 febbraio 2016 | Open 13 Provence, Marsiglia (2)                  | Cemento (i) | Nick Kyrgios          | 2–6, 6(3)–7                |
| 11. | 21 maggio 2016   | Geneva Open, Ginevra                             | Terra rossa | Stan Wawrinka         | 4–6, 6(11)–7               |
| 12. | 25 giugno 2017   | Queen's Club Championships, Londra (2)           | Erba        | Feliciano López       | 6–4, 6(2)–7, 6(8)–7        |
| 13. | 16 luglio 2017   | Torneo di Wimbledon, Londra                      | Erba        | Roger Federer         | 3–6, 1–6, 4–6              |
| 14. | 28 gennaio 2018  | Australian Open, Melbourne                       | Cemento     | Roger Federer         | 2–6, 7–6(5), 3–6, 6–3, 1–6 |
| 15. | 24 ottobre 2021  | Kremlin Cup, Mosca                               | Cemento (i) | Aslan Karacev         | 2–6, 4–6                   |
| 16. | 2 ottobre 2022   | Tel Aviv Open, Tel Aviv                          | Cemento (i) | Novak Đoković         | 3–6, 4–6                   |

### Doppio

#### Finali perse (2)
| Legenda              |
| Grande Slam (0)      |
| ATP Finals (0)       |
| Argenti Olimpici (1) |
| ATP Masters 1000 (0) |
| ATP Tour 500 (0)     |
| ATP Tour 250 (1)     |

| N. | Data           | Torneo                   | Superficie  | Compagno    | Avversari in finale          | Punteggio        |
| 1. | 30 luglio 2011 | Croatia Open Umag, Umago | Terra rossa | Lovro Zovko | Simone Bolelli Fabio Fognini | 3–6, 7–5, [7–10] |
| 2. | 31 luglio 2021 | Giochi Olimpici, Tokyo   | Cemento     | Ivan Dodig  | Nikola Mektić Mate Pavić     | 4–6, 6–3, [6–10] |

## Risultati in progressione

### Singolare
| V | F | SF | QF | #T | RR | Q# | A | Z# | PO | O | F-A | SF-B | ND |

(V) Torneo vinto; raggiunto (F) finale, (SF) semifinale, (QF) quarti di finale, (#T) turni 4, 3, 2, 1; (RR) round - robin; (Q#) Turno di qualificazione; (A) assente dal torneo; (Z#) Zona gruppo Coppa Davis/Fed Cup (con indicazione numero); (PO) play-off Coppa Davis o Fed Cup; vinto un (O) oro, (F-A) argento o (SF-B) bronzo ai Giochi Olimpici; (ND) torneo non disputato.
Aggiornati al 30 giugno 2025
| Tornei Grande Slam    |                        |                        |                        |                        |               |               |               |               |               |               |               |               |               |               |               |               |         |         |         |         |         |            |
| Australian Open       | A                      | A                      | 1T                     | 4T                     | 4T            | SF            | 4T            | A             | 3T            | 2T            | A             | 3T            | 2T            | F             | 4T            | 4T            | 1T      | 4T      | A       | Q1      | A       | 35–14      |
| Roland Garros         | A                      | A                      | 1T                     | 2T                     | 4T            | 4T            | 1T            | 3T            | 3T            | 3T            | 4T            | 1T            | QF            | QF            | 2T            | 1T            | 2T      | SF      | A       | A       | 1T      | 31–17      |
| Wimbledon             | A                      | A                      | 1T                     | 4T                     | 3T            | 1T            | 1T            | 4T            | 2T            | QF            | QF            | QF            | F             | 2T            | 2T            | ND            | 3T      | A       | A       | A       |         | 31–13      |
| US Open               | A                      | A                      | Q1                     | 3T                     | QF            | 2T            | 3T            | QF            | A             | V             | SF            | 3T            | 3T            | QF            | 4T            | 3T            | 1T      | 4T      | A       | A       |         | 41–13      |
| Vittorie-Sconfitte    | 0–0                    | 0–0                    | 0–3                    | 9–4                    | 12–4          | 9–4           | 5–4           | 9–3           | 5–3           | 14–3          | 12–3          | 8–4           | 13–4          | 15-4          | 8–4           | 5–3           | 3–4     | 11-3    | 0–0     | 0–1     | 0–1     | 138–58     |
| Tour Finals           |                        |                        |                        |                        |               |               |               |               |               |               |               |               |               |               |               |               |         |         |         |         |         |            |
| ATP Finals            | A                      | A                      | A                      | A                      | A             | A             | A             | A             | A             | RR            | A             | RR            | RR            | RR            | A             | A             | A       | A       | A       | A       |         | 2–10       |
| Nazionale             |                        |                        |                        |                        |               |               |               |               |               |               |               |               |               |               |               |               |         |         |         |         |         |            |
| Giochi Olimpici       | Non Disputati          | Non Disputati          | Non Disputati          | 2T                     | Non Disputati | Non Disputati | Non Disputati | 2T            | Non Disputati | Non Disputati | Non Disputati | 3T            | Non Disputati | Non Disputati | Non Disputati | Non Disputati | 2T      | ND      | ND      | A       | ND      | 4–3        |
| Coppa Davis           | A                      | QF                     | 1T                     | Z1                     | SF            | QF            | 1T            | QF            | 1T            | PO            | A             | F             | 1T            | V             | A             | Q             | F       | SF      | A       | A       |         | 33-16      |
| ATP Cup               | Non disputato          | Non disputato          | Non disputato          | Non disputato          | Non disputato | Non disputato | Non disputato | Non disputato | Non disputato | Non disputato | Non disputato | Non disputato | Non disputato | Non disputato | Non disputato | RR            | A       | A       | ND      | ND      | ND      | 2-1        |
| ATP Masters 1000      |                        |                        |                        |                        |               |               |               |               |               |               |               |               |               |               |               |               |         |         |         |         |         |            |
| Indian Wells          | A                      | A                      | A                      | 2T                     | 3T            | 2T            | 3T            | 2T            | 3T            | 4T            | 2T            | QF            | 2T            | 3T            | 3T            | ND            | A       | 2T      | A       | A       | A       | 12–13      |
| Miami                 | A                      | A                      | A                      | 2R                     | 3T            | 4T            | 2T            | 3T            | QF            | 2T            | A             | 3T            | 2T            | 4T            | 2T            | ND            | 4T      | 3T      | A       | A       | A       | 15–13      |
| Monte Carlo           | A                      | A                      | A                      | 1T                     | 2T            | 3T            | 3T            | 2T            | 3T            | 2T            | QF            | A             | QF            | QF            | 2T            | ND            | 1T      | 2T      | A       | A       | A       | 14–13      |
| Madrid                | A                      | A                      | A                      | 3T                     | 2T            | 3T            | 2T            | 3T            | 1T            | 3T            | 2T            | A             | 2T            | A             | QF            | ND            | A       | 2T      | A       | A       | 1T      | 14–11      |
| Roma                  | A                      | A                      | A                      | 1T                     | 3T            | 2T            | QF            | 1T            | 2T            | 2T            | 1T            | A             | QF            | SF            | 2T            | 3T            | 2T      | 3T      | A       | A       | A       | 18–14      |
| Montréal/Toronto      | A                      | A                      | A                      | QF                     | 1T            | 1T            | 3T            | 3T            | A             | 3T            | 2T            | 2T            | A             | QF            | 3T            | ND            | 2T      | 3T      | A       | A       |         | 15–12      |
| Cincinnati            | A                      | A                      | Q1                     | 1T                     | 2T            | 1T            | 1T            | QF            | A             | 3T            | 3T            | V             | A             | SF            | 1T            | 1T            | 2T      | 3T      | A       | A       |         | 19–12      |
| Shanghai              | Non ATP Masters Series | Non ATP Masters Series | Non ATP Masters Series | Non ATP Masters Series | 1T            | 1T            | 1T            | QF            | A             | 1T            | 3T            | 2T            | SF            | 2T            | 1T            | ND            | ND      | ND      | A       | 1T      |         | 8–11       |
| Parigi                | A                      | A                      | A                      | 3T                     | QF            | 3T            | 1T            | 2T            | 2T            | A             | 2T            | SF            | QF            | QF            | 2T            | 3T            | 2T      | 1T      | A       | 1T      |         | 16–15      |
| Amburgo               | A                      | A                      | A                      | 1T                     | ATP 500       | ATP 500       | ATP 500       | ATP 500       | ATP 500       | ATP 500       | ATP 500       | ATP 500       | ATP 500       | ATP 500       | ATP 500       | ATP 500       | ATP 500 | ATP 500 | ATP 500 | ATP 500 | ATP 500 | 0–1        |
| Vittorie-Sconfitte    | 0–0                    | 0–0                    | 0–0                    | 9–9                    | 9–9           | 5–9           | 9–9           | 11–9          | 8–6           | 10–8          | 6–8           | 13–5          | 9–7           | 14–8          | 8–8           | 3–3           | 7–6     | 9–8     | 0–0     | 0–2     | 0–1     | 130–115    |
| Statistiche Carriera  |                        |                        |                        |                        |               |               |               |               |               |               |               |               |               |               |               |               |         |         |         |         |         |            |
| Finali ATP World Tour | 0                      | 0                      | 0                      | 1                      | 4             | 3             | 4             | 3             | 2             | 5             | 1             | 4             | 3             | 2             | 0             | 0             | 3       | 1       | 0       | 1       | 0       | 37         |
| Tornei ATP vinti      | 0                      | 0                      | 0                      | 1                      | 2             | 2             | 1             | 2             | 1             | 4             | 1             | 2             | 1             | 1             | 0             | 0             | 2       | 0       | 0       | 1       | 0       | 21         |
| Vittorie-Sconfitte    | 0–1                    | 5–11                   | 14–13                  | 37–25                  | 48–21         | 40–22         | 44–22         | 39–19         | 26–12         | 54–21         | 35–19         | 49–24         | 45–22         | 44–20         | 22–19         | 14–12         | 33–23   | 32–21   | 1–1     | 6–9     | 2–4     | 590–341    |
| Ranking di fine anno  | 587                    | 170                    | 71                     | 23                     | 14            | 14            | 21            | 15            | 37            | 9             | 13            | 6             | 6             | 7             | 39            | 42            | 30      | 17      | 676     | 184     |         | 31864895 $ |

### Vittorie contro i top-10 per stagione
| Stagione | 2007 | 2008 | 2009 | 2010 | 2011 | 2012 | 2013 | 2014 | 2015 | 2016 | 2017 | 2018 | 2019 | 2020 | 2021 | 2022 | 2023 | 2024 | 2025 | Totale |
| Vittorie | 2    | 2    | 4    | 2    | 1    | 1    | 2    | 5    | 0    | 7    | 2    | 4    | 0    | 1    | 0    | 3    | 0    | 0    | 2    | 38     |

| Anno | N.  | Avversario            | Rank | Torneo                               | Superficie  | Turno | Punteggio                       |
| 2007 | 1.  | Nikolaj Davydenko     | 4    | China Open, Pechino                  | Cemento     | 2T    | 6–3, 6–4                        |
| 2007 | 2.  | Nikolaj Davydenko     | 4    | St. Petersburg Open, San Pietroburgo | Cemento     | 2T    | 1–6, 7–5, 6–1                   |
| 2008 | 3.  | Fernando González     | 7    | Australian Open, Melbourne           | Cemento     | 3T    | 6–2, 6(4)–7, 6–3, 6–1           |
| 2008 | 4.  | Andy Roddick          | 6    | Canadian Open, Toronto               | Cemento     | 3T    | 6–4, 4–6, 6–4                   |
| 2009 | 5.  | Andy Murray           | 2    | US Open, New York                    | Cemento     | 4T    | 7–5, 6–2, 6–2                   |
| 2009 | 6.  | Nikolaj Davydenko     | 8    | China Open, Pechino                  | Cemento     | QF    | 6–4, 6–4                        |
| 2009 | 7.  | Rafael Nadal          | 2    | China Open, Pechino                  | Cemento     | SF    | 6–1, 6–3                        |
| 2009 | 8.  | Fernando Verdasco     | 8    | Paris Masters, Parigi                | Cemento (i) | 3T    | 3–6, 6–3, 6–4                   |
| 2010 | 9.  | Juan Martín del Potro | 5    | Australian Open, Melbourne           | Cemento     | 4T    | 5–7, 6–4, 7–5, 5–7, 6–3         |
| 2010 | 10. | Andy Roddick          | 7    | Australian Open, Melbourne           | Cemento     | QF    | 7–6(4), 6–3, 3–6, 2–6, 6–3      |
| 2011 | 11. | Tomáš Berdych         | 7    | Open 13, Marsiglia                   | Cemento (i) | QF    | 6–3, 6–4                        |
| 2012 | 12. | John Isner            | 10   | Madrid Open, Madrid                  | Terra rossa | 2T    | 7–6(4), 7–6(3)                  |
| 2013 | 13. | Jo-Wilfried Tsonga    | 8    | Miami Open, Miami                    | Cemento     | 4T    | 7–5, 7–6(4)                     |
| 2013 | 14. | Tomáš Berdych         | 6    | Queen's Club Championships, Londra   | Erba        | QF    | 7–5, 7–6(4)                     |
| 2014 | 15. | Jo-Wilfried Tsonga    | 10   | Rotterdam Open, Rotterdam            | Cemento (i) | 2T    | 6–4, 6–4                        |
| 2014 | 16. | Andy Murray           | 6    | Rotterdam Open, Rotterdam            | Cemento (i) | QF    | 6–3, 6–4                        |
| 2014 | 17. | Tomáš Berdych         | 6    | Wimbledon, Londra                    | Erba        | 3T    | 7–6(5), 7–5, 7–6(6)             |
| 2014 | 18. | Tomáš Berdych         | 7    | US Open, New York                    | Cemento     | QF    | 6–2, 6–4, 7–6(4)                |
| 2014 | 19. | Roger Federer         | 3    | US Open, New York                    | Cemento     | SF    | 6–3, 6–4, 6–4                   |
| 2016 | 20. | Richard Gasquet       | 10   | Indian Wells Masters, Indian Wells   | Cemento     | 4T    | 7–5, 5–7, 6–2                   |
| 2016 | 21. | Kei Nishikori         | 6    | Torneo di Wimbledon, Londra          | Erba        | 4T    | 6–1, 5–1 rit.                   |
| 2016 | 22. | Tomáš Berdych         | 8    | Cincinnati Open, Cincinnati          | Cemento     | 3T    | 6–3, 4–6, 6–4                   |
| 2016 | 23. | Andy Murray           | 2    | Cincinnati Open, Cincinnati          | Cemento     | F     | 6–4, 7–5                        |
| 2016 | 24. | Kei Nishikori         | 5    | Swiss Indoors Basel, Basilea         | Cemento (i) | F     | 6–1, 7–6(5)                     |
| 2016 | 25. | Novak Đoković         | 1    | Paris Masters, Parigi                | Cemento (i) | QF    | 6–4, 7–6(2)                     |
| 2016 | 26. | Kei Nishikori         | 5    | ATP World Tour Finals, Londra        | Cemento (i) | RR    | 3–6, 6–2, 6–3                   |
| 2017 | 27. | Milos Raonic          | 6    | Istanbul Open, Istanbul              | Terra rossa | F     | 7–6(3), 6–3                     |
| 2017 | 28. | David Goffin          | 10   | Internazionali d'Italia, Roma        | Terra rossa | 3T    | 6–3, 6–4                        |
| 2018 | 29. | Rafael Nadal          | 1    | Australian Open, Melbourne           | Cemento     | QF    | 3–6, 6–3, 6(5)–7, 6–2, 2–0 rit. |
| 2018 | 30. | David Goffin          | 10   | US Open, New York                    | Cemento     | 4T    | 7–6(6), 6–2, 6–4                |
| 2018 | 31. | Grigor Dimitrov       | 10   | Paris Masters, Parigi                | Cemento     | 3T    | 7–6(5), 6–4                     |
| 2018 | 32. | John Isner            | 10   | ATP World Tour Finals, Londra        | Cemento (i) | RR    | 6(2)–7, 6–3, 6–4                |
| 2020 | 33. | Roberto Bautista Agut | 9    | Australian Open, Melbourne           | Cemento     | 3T    | 6(3)–7, 6–4, 6–0, 5–7, 6–3      |
| 2022 | 34. | Andrej Rublëv         | 6    | Australian Open, Melbourne           | Cemento     | 3T    | 7–5, 7–6(3), 3–6, 6–3           |
| 2022 | 35. | Daniil Medvedev       | 2    | Roland Garros, Parigi                | Terra rossa | 4T    | 6–2, 6–3, 6–2                   |
| 2022 | 36. | Andrej Rublëv         | 7    | Roland Garros, Parigi                | Terra rossa | QF    | 5–7, 6–3, 6–4, 3–6, 7–6(2)      |
| 2025 | 37. | Alex de Minaur        | 10   | Dubai Tennis Championships, Dubai    | Cemento     | 1T    | 6–2, 3–6, 6–3                   |
| 2025 | 38. | Jack Draper           | 4    | Torneo di Wimbledon, Londra          | Erba        | 2T    | 6–4, 6–3, 1–6, 6–4              |